# 尼克森冰架
75°45′S 145°00′W / 75.750°S 145.000°W
尼克森冰架（英語：Nickerson Ice Shelf）是南極洲的冰架，位於馬里伯地，闊約35英里，處於錫米亞特科沃斯基冰川以北，該冰架以美國海軍的行政主任命名。